# Pád Kábulu (2021)
Dne 15. srpna 2021 bylo hlavní město Afghánistánu Kábul dobyto Tálibánem po velké povstalecké ofenzívě, která začala v květnu 2021. Byla to poslední událost války v Afghánistánu a znamenala totální vítězství Tálibánu. Vedla ke svržení Afghánské islámské republiky a prezidenta Ašrafa Ghaního a obnovení Afghánského islámského emirátu pod kontrolou Tálibánu.
Dohoda mezi Spojenými státy americkými a Tálibánem, podepsaná 29. února 2020, je považována za jeden z nejkritičtějších faktorů, které způsobily kolaps afghánských národních bezpečnostních sil (ANSF). Po dohodě USA dramaticky snížily počet leteckých útoků a připravily ANSF o rozhodující výhodu v boji proti povstání Tálibánu.
Měsíce před pádem mnozí ze Zpravodajské komunity Spojených států amerických odhadovali, že Kábul bude dobyt nejméně šest měsíců po dokončení stažení amerických jednotek z Afghánistánu. Počínaje květnem 2021, i když probíhalo stahování, se však Tálibánu během velké ofenzívy podařilo rychle za sebou dobýt většinu afghánských provincií. Během tohoto období se odhady toho, jak dlouho afghánský stát vydrží, výrazně snížily. Nakonec americký prezident Joe Biden 16. srpna připustil, že kolaps „se rozvinul rychleji, než předpokládali“.
Mezi 14. a 30. srpnem 2021 evakuovaly USA a jejich koaliční partneři z Afghánistánu více než 123 000 lidí pomocí letadel odlétajících z mezinárodního letiště v Kábulu (tehdy známého jako mezinárodní letiště Hámida Karzaje). Během evakuace zůstalo letiště pod vojenskou kontrolou NATO a USA i přes kolaps afghánské vlády. Mezi evakuovanými byli zahraniční diplomatičtí pracovníci a vojenský personál, civilisté ze třetích zemí, afghánští spojenci a zranitelní Afghánci, jako jsou novináři a aktivisté za lidská práva. Letecká přeprava byla největší nebojovou evakuační operací v historii americké armády, přičemž americký vojenský personál během 18denní mise přepravil 79 000 civilistů skrz letiště a pryč z Afghánistánu.
Po stažení Spojených států amerických 30. srpna zůstala v Kábulu stále uvězněna skupina asi 1 000 lidí, včetně občanů USA a Afghánců s americkými vízy. O dva týdny později ministr zahraničí Antony Blinken uvedl, že jde o několik tisíc obyvatel USA a sto občanů USA.

## Pozadí

### Dohoda mezi USA a Tálibánem
Dohoda mezi Spojenými státy americkými a Tálibánem, známá také jako „Dohoda pro nastolení míru v Afghánistánu“, byla mírová dohoda podepsaná Spojenými státy americkými a Tálibánem dne 29. února 2020 v Dauhá v Kataru. Dohoda měla ukončit válku v Afghánistánu. Je příznačné, že dohoda nezahrnovala tehdejší afghánskou vládu, což vedlo některé odborníky k jejímu přirovnání k Mnichovské dohodě z roku 1938.
Dohoda stanovila omezení boje pro USA i Tálibán, včetně stažení všech sil NATO z Afghánistánu výměnou za protiteroristické závazky ze strany Tálibánu. USA souhlasily s počátečním snížením úrovně svých sil z 13 000 na 8 600 osob do 135 dnů (tj. do července 2020), s následným úplným stažením do 14 měsíců (tj. do 1. května 2021), pokud Tálibán dodrží své závazky. USA se také zavázaly do 135 dnů uzavřít pět vojenských základen a vyjádřily svůj záměr do 27. srpna 2020 ukončit hospodářské sankce vůči Tálibánu.
Dohoda měla významný dopad na afghánské národní bezpečnostní síly. Americká podpora afghánské armádě byla výrazně omezena. A podle podmínek dohody nemohla americká vojenská letadla zaútočit na tálibánské skupiny čekající více než 500 metrů daleko, což dalo Tálibánu výhodu při zaměřování na afghánské vojenské jednotky.
Dohoda také prohloubila pokles morálky afghánské národní armády a afghánské národní policie, což vedlo k vyjednávání jejich členů s Tálibánem. Tálibán byl také schopen o dohodě šířit propagandu a dezinformace, a to kvůli nedostatku informací a tajných příloh v dohodě, které neznala ani tehdejší afghánská vláda. Tálibánská propaganda měla za cíl přesvědčit místní policii a vojenské jednotky, že USA již předaly území Tálibánu a že by také měly opustit své pozice.

### Tálibánská ofenzíva 2021

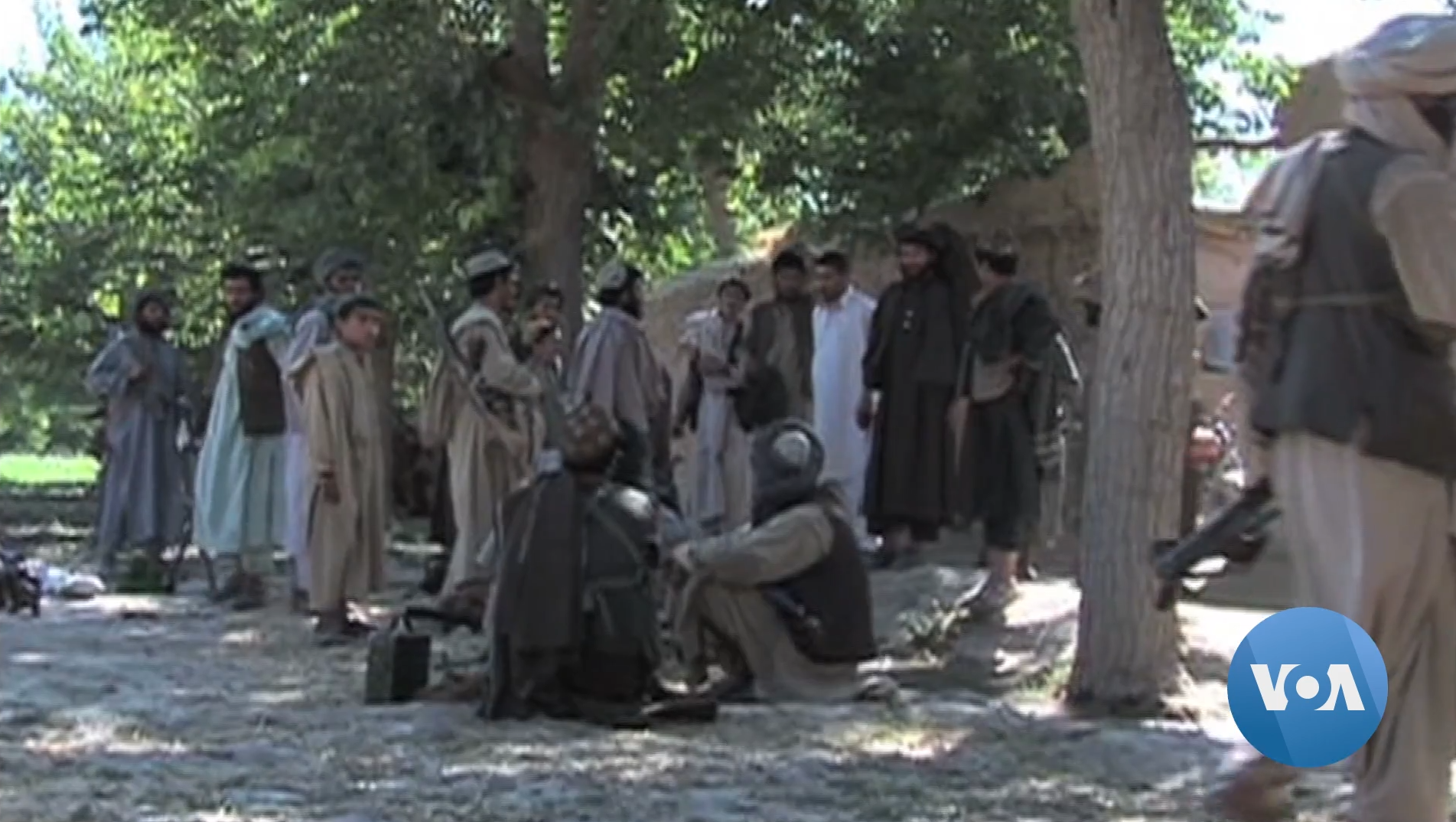
Bojovníci Tálibánu během ofenzívy v roce 2021

Týdny před ofenzivou, v dubnu 2021, americké ministerstvo zahraničí naléhalo na americké civilisty v Afghánistánu, aby „co nejdříve odjeli dostupnými komerčními lety“.
Dne 1. května 2021, krátce poté, co se významná část amerických jednotek stáhla z Afghánistánu, zahájil Tálibán a jeho spojenecké militantní skupiny rozsáhlou ofenzívu. Stahování spojeneckých vojsk ze země probíhalo pomaleji, mělo být původně dokončeno do 11. září 2021 (na dvacáté výročí útoků z 11. září 2001). Americké rozvědky varovaly před kolapsem afghánské armády. Během června a července se podařilo Tálibánu obsadit významnou část území včetně venkově a vzdálenějších měst. 6. srpnem zahájili tálibové rychlé dobývání hlavních měst provincií a dne 15. srpna nečekaně vstoupili do Kábulu. Během svého postupu se Tálibán prakticky nesetkal s významnějším odporem afghánské armády a zemi zcela ovládlo kromě údolí Pandžšír, které dobylo 5. září.
Po rychlé porážce v celé zemi zůstala afghánská národní armáda v chaosu a do poloviny srpna zůstaly v provozu pouze dvě jednotky: 201. sbor a 111. divize, obě se sídlem v Kábulu. Hlavní město zůstalo obklíčeno poté, co síly Tálibánu dobyly několik významných měst, včetně Mehtar Lámu, Šarany, Gardézu a Asadábádu, a další částí země na východě.
Projekce toho, jak dlouho afghánský stát vydrží se během ofenzívy výrazně snížily. V červenci 2021 americká zpravodajská komunita dospěla k závěru, že vláda Afghánistánu se zhroutí šest až dvanáct měsíců po odchodu amerických jednotek. Hodnocení z počátku srpna odhadovalo, že Kábul by mohl vydržet několik měsíců. Pouhých pět dní předtím, než se Tálibán dostal do Kábulu, jiný odhad naznačoval, že hlavní město vydrží „30 až 90 dní“. Nakonec, dva dny před pádem Kábulu, odhad naznačoval, že město padne do týdne.
Den před pádem ředitel Afghanistan Policy Lab Timor Šaran pro rádio Svobodná Evropa řekl, že „když jsem dnes ve městě nakupoval, cítil jsem, že lidé jsou uvězněni; uvízlí v nejisté budoucnosti, neschopní dál snít, toužit, myslet a věřit“.

## Boje a kolaps afghánské vlády
Dne 15. srpna 2021 velení Tálibánu nařídilo svým silám, aby zastavily svůj postup u bran Kábulu. Prohlásili, že se města nezmocní násilím, ačkoli jejich síly vstoupily na jeho předměstí. Místní prohlašovali, že bojovníci Tálibánu postupovali do města bez ohledu na oficiální prohlášení jejich vůdců. Po několika střetech povstalci dobyli vězení Pul-e-Charkhi a propustili všechny vězně, údajně včetně zajatých bojovníků ISIL a Al-Káidy. Bojovníci Tálibánu v několika částech města vztyčili svou vlajku a tlačili na některé policisty, aby odevzdali veškerou výzbroj. Leteckou základnu Bagrám a detenční zařízení Parwan, ve kterém bylo 5 000 vězňů, také dobyl Tálibán.
Do Uzbekistánu uprchlo nejméně 22 letounů a 24 vrtulníků afghánského letectva s 585 afghánskými vojáky na palubě. Jeden afghánský stroj havaroval po překročení hranic. Dvě afghánská vojenská letadla s více než 100 vojáky přistála také v tádžickém městě Bochtar.
Afghánské ministerstvo vnitra v prohlášení uvedlo, že se prezident Ašraf Ghaní rozhodl vzdát se moci a bude vytvořena prozatímní vláda vedená Tálibánem. Poté boje utichly, mnoho civilistů se však ve strachu schovalo ve svých domovech. Kolem 11:17 SEČ údajně vyjednavači Tálibánu dorazili do prezidentského paláce, aby zahájili převzetí moci. Přestože jednání byla napjatá, vláda deklarovala ochotu mírumilovně odstoupit Kábul rebelům a vyzvala civilisty, aby zůstali klidní. Al-Arabíja uvedla, že pod vedením bývalého ministra Aliho Jalaliho bude vytvořena přechodná vláda, což však později Tálibán popřel.
Později téhož dne afghánská a indická média tvrdily, že Ghaní opustil Afghánistán po boku viceprezidenta Amrulláha Sáliha; oba údajně odletěli do Tádžikistánu. Kábulský prezidentský palác byl evakuován vrtulníky. Mezitím spoluzakladatel Tálibánu Abdul Ghání Baradar přijel na kábulské letiště, aby připravil převzetí vlády.
Ve 20:55 hod. místního času Tálibán potvrdil, že převzali prezidentský palác, který dříve ten den uvolnil prezident Ghaní. Údajně všichni ostatní zaměstnanci paláce dostali rozkaz odejít poté, co Ghaní odešel. Reportéři z Al-Džazíry byli později vpuštěni do prezidentského paláce, kde mluvili s milicionáři Tálibánu.
Přibližně v 21:12 místního času bylo oznámeno, že Tálibán brzy vyhlásí z prezidentského paláce Islámský emirát Afghánistán, čímž se vrátí k oficiální symbolice vlády Tálibánu v letech 1996 až 2001. Kolem 11. hodiny místního času Ghaní na Facebook zveřejnil, že uprchl ve snaze vyhnout se krvavé bitvě a že „Tálibán vyhrál díky svým mečům a zbraním“.

## Evakuace na letišti v Kábulu

### Předchozí činnost

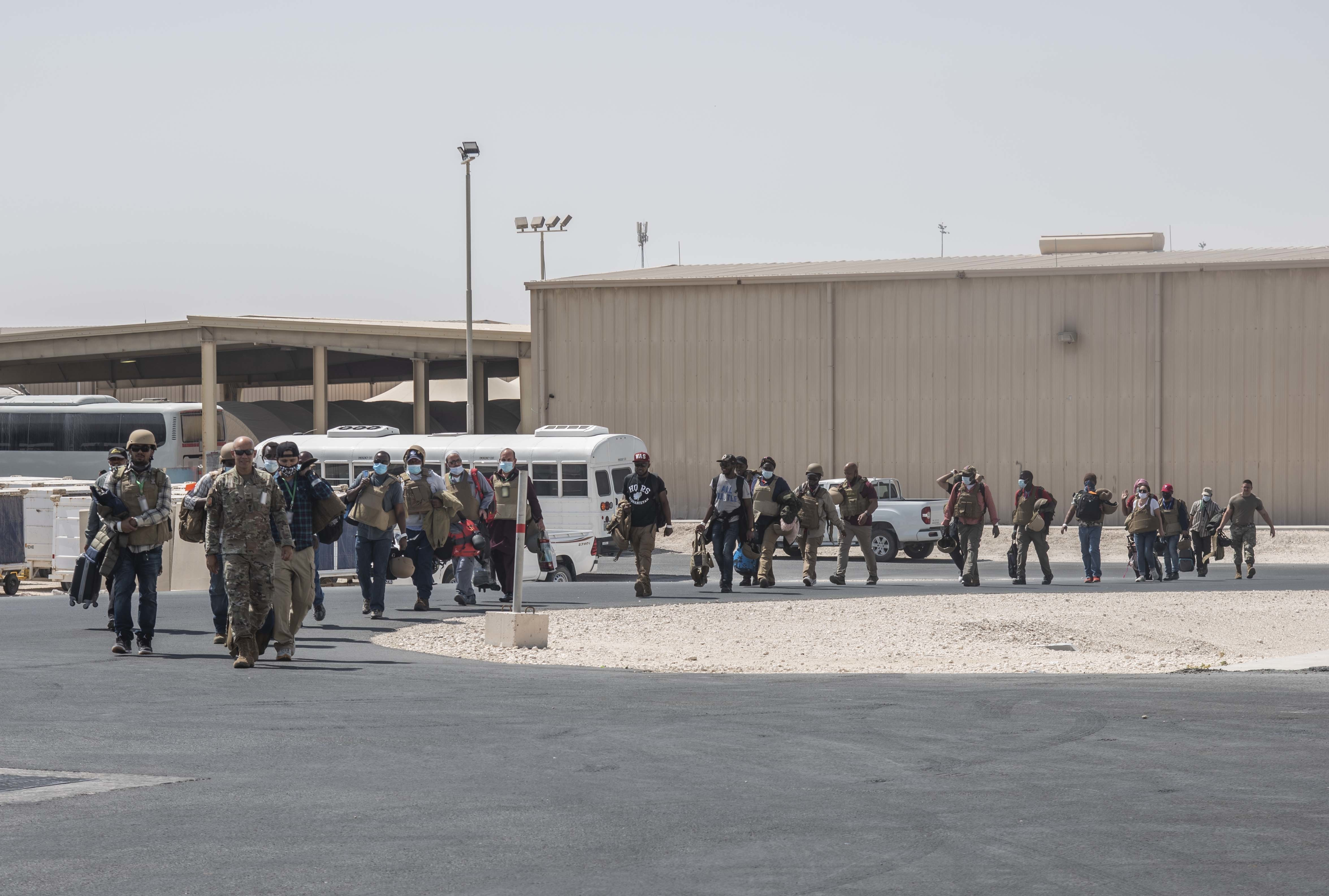
Zaměstnanci americké ambasády přijíždějící na leteckou základnu Al Udeid v Kataru z Afghánistánu 15. srpna 2021.

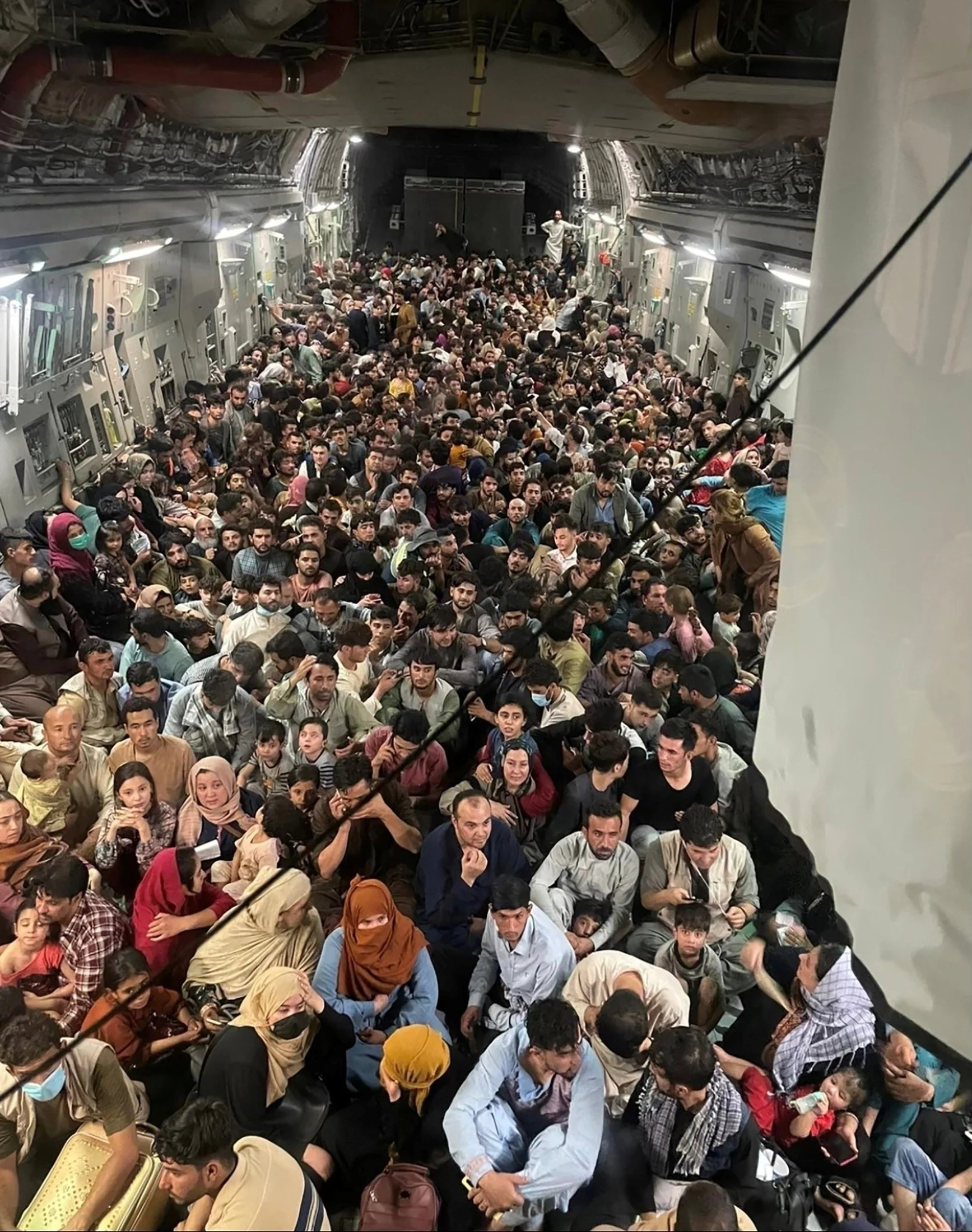
Letadlo C-17 evakuuje 15. srpna 823 cestujících z Kábulu.

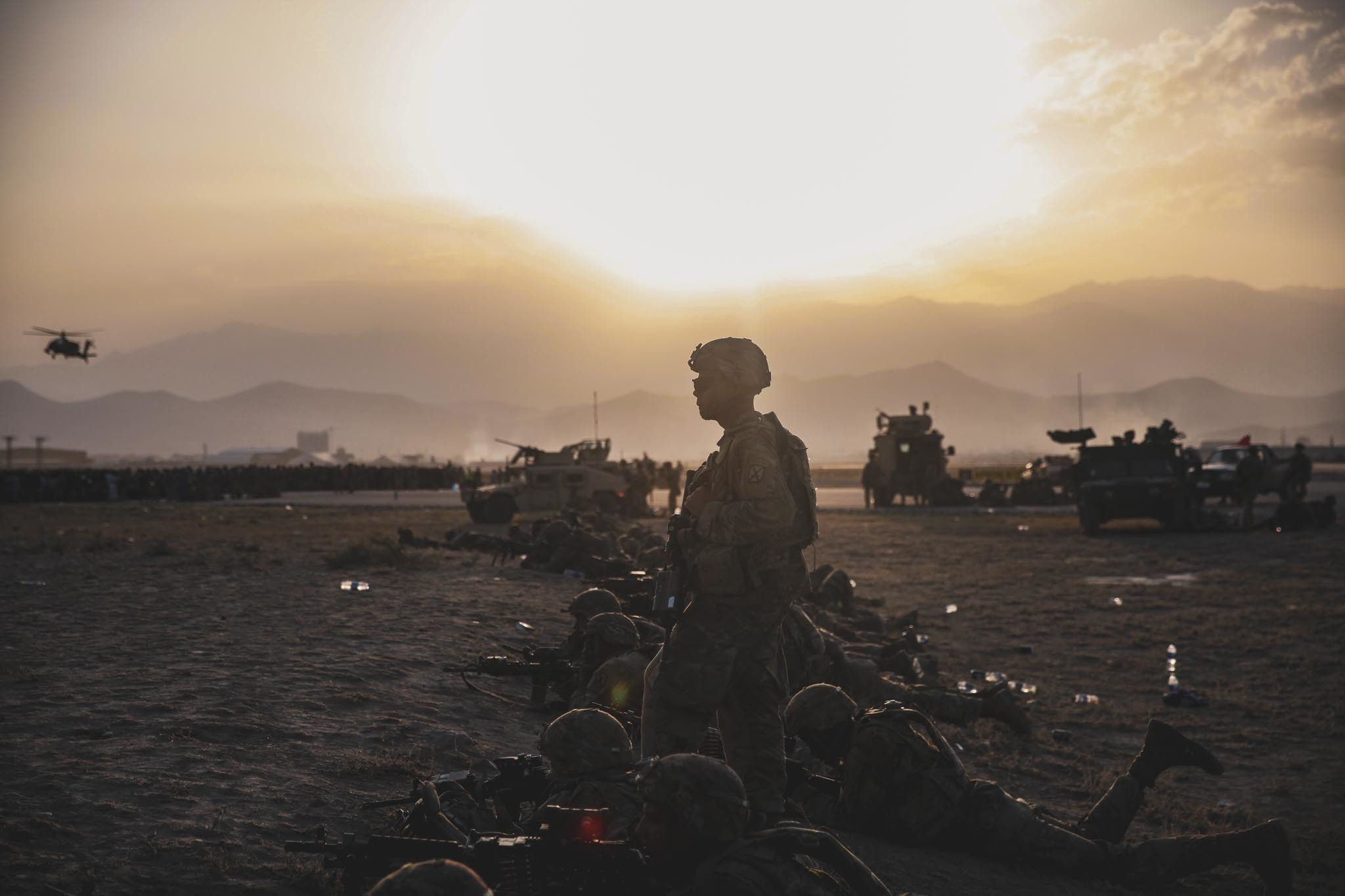
Vojáci 10. horské divize americké armády střežící silnici na letišti v Kábulu. V pozadí jsou vidět davy lidí.

Protože Tálibán se zmocnil všech hraničních přechodů, tak letiště v Kábulu zůstalo jedinou bezpečnou cestou z Afghánistánu. Po pádu Herátu 12. srpna USA a Spojené království oznámily vyslání 3 000 a 600 svých vojáků na letiště v Kábulu, aby zajistily letecký transport svých státních příslušníků, zaměstnanců velvyslanectví a afghánských občanů, kteří pracovali s koaličními silami, mimo zemi. Američtí představitelé uvedli, že jejich první evakuační let proběhne v příštích 24 až 48 hodinách a že se očekává, že všechny jejich síly opustí Afghánistán do konce srpna 2021. Dne 13. srpna byli všichni zaměstnanci velvyslanectví požádání o zničení materiálů. V blízkosti střechy velvyslanectví byly vidět malé oblaky kouře. Diplomaté takto rychle ničili utajované dokumenty a další citlivé materiály. Mezi zničenými dokumenty byly pasy afghánských civilistů, kteří požádali o víza.

### 15. a 16. srpna
Když Tálibán obklíčil a začal vstupovat do Kábulu, byly na americkém velvyslanectví viděny přistávající vrtulníky americké armády CH-47 Chinook, UH-60 Black Hawk a CH-46 Sea Knight, které evakuovaly zaměstnance velvyslanectví. Spolu s personálem velvyslanectví zůstalo ve městě 5 000 amerických vojáků a několik vojáků NATO. Americká vláda později povolila rozmístění 1 000 dalších vojáků z 82. výsadkové divize na letiště, aby se usnadnila evakuace, což vojenské síly v Kábulu posílilo na 6 000 osob.
Když se Tálibán začal zmocňovat hlavního města, mezi civilním obyvatelstvem se rozšířila panika. Mnoho občanů spěchalo do svých domovů nebo na letiště, které zůstalo po rozpuštění afghánské vlády pod kontrolou NATO. Tisíce prchajících afghánských civilistů spěchaly na letiště v Kábulu a stovky lidí se tísnily před letištěm ve snaze se dostat na lety ze země. Někteří přelézali letištní zdi, aby se dostali na přistávací dráhu. Američtí vojáci se nízko nad davem vznášeli helikoptérami, nasadili kouřové granáty a příležitostně vystřelili varovné výstřely do vzduchu, aby rozptýlili lidi pokoušející se násilně nastoupit do letadla. Objevil se videozáznam, na kterém bylo možné vidět stovky lidí běžících vedle amerického vojenského dopravního letadla C-17A, které popojíždělo po dráze; bylo vidět, jak se někteří lidé drží letadla, těsně pod křídlem. Minimálně dva lidé, ve zjevné snaze odletět na černo, „spadli z podvozku bezprostředně po vzletu“. Další tělo bylo později nalezeno v podvozku. Jedna z obětí byla identifikována jako Zaki Anwari, který hrál za afghánský národní mládežnický fotbalový tým. Tři těla, včetně těla ženy, byla také nalezena na zemi poblíž budovy terminálu pro cestující, ale příčina jejich smrti je nejasná, ačkoli někteří pozorovatelé mluvili o tom, že mohli zemřít ušlapáním. Americké ministerstvo obrany nakonec potvrdilo, že při evakuaci letiště zemřelo sedm lidí – včetně dvou ozbrojených mužů zastřelených po přiblížení se k americké námořní pěchotě. Vojáci nebyli zraněni a muži nebyli identifikováni.
Přibližně ve 20:30 místního času se objevily zprávy, že americké velvyslanectví hoří. Velvyslanectví vydalo prohlášení, kterým nařídilo americkým občanům v této oblasti, aby si našli úkryt. Ministr zahraničí Antony Blinken oznámil, že velvyslanectví bude přemístěno na letiště, protože tam americká armáda převzala bezpečnost a řízení letového provozu. Plány na evakuaci svých velvyslanectví oznámily různé další národy, včetně České republiky, Španělska, Německa, Spojeného království a Nizozemska. Německá vláda oznámila, že posílá k evakuaci letadlo Atlas A400M a dodala, že požadované parlamentní schválení operace bude požadovat až po dokončení mise. Italská vláda údajně přesunula zaměstnance svého velvyslanectví i rodiny 30 afghánských zaměstnanců pod ochranou Karabiniérů na letiště v Kábulu, aby se připravily na evakuaci. V Indii bylo údajně na evakuaci indického diplomatického personálu připraveno transportní letadlo C-17, ale počítalo se s tím, že Tálibánu bude trvat déle, než se do Kábulu dostane. Albánie uvedla, že přijala americkou žádost o to, aby sloužila jako tranzitní uzel pro evakuované osoby.
Let společnosti Emirates Airlines do Kábulu byl odkloněn a později se vrátil do Dubaje a letecká společnost Spojených arabských emirátů Flydubai oznámila, že 16. srpna pozastaví lety do Kábulu. Do 16. srpna většina ostatních leteckých společností také oznámila pozastavení letů do Kábulu. Afghánský úřad pro civilní letectví oznámil, že uvolnil vzdušný prostor Kábulu armádě, a varoval, že „jakýkoli tranzit vzdušným prostorem v Kábulu bude nekontrolovaný“.

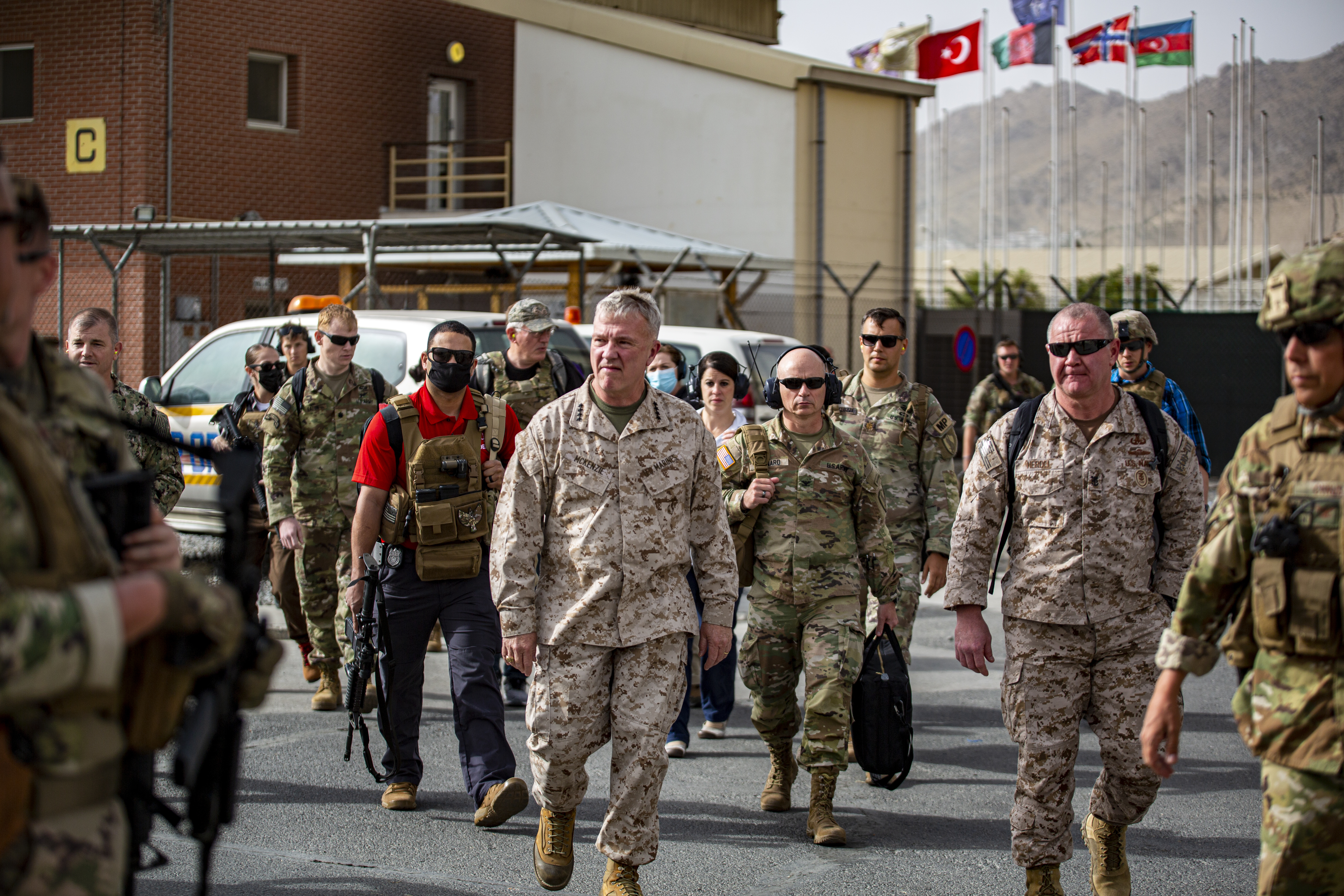
Generál Kenneth F. McKenzie mladší (uprostřed), velitel ústředního velitelství Spojených států, na letišti v Kábulu dne 17. srpna 2021

Pentagon 16. srpna potvrdil, že se velitel ústředního velitelství USA generál Kenneth F. McKenzie mladší setkal v Kataru s představiteli Tálibánu, aby zajistili dohodu. Tálibán údajně souhlasil, že umožní americkým evakuačním letům na letišti v Kábulu pokračovat. Mezinárodní letecká přeprava evakuovaných osob byla obnovena 17. srpna po dočasném zastavení letů. Tato situace nastala proto, aby se z přistávací dráhy dostali civilisté. Pentagon potvrdil, že letiště bylo otevřeno pro všechny vojenské lety a omezeně komerční lety. Úředníci Pentagonu dodali, že se očekává, že se úsilí o evakuaci zrychlí, a bylo naplánováno, že bude pokračovat až do 31. srpna.

### 17. – 22. srpna
Fotografie více než 800 uprchlíků namačkaných do amerického letadla C-17 startujícího z Kábulu byla široce sdílena na sociálních médiích. Francouzské noviny Le Monde uvedly, že se fotografie stala „symbolem útěku před Tálibánem“. Dne 17. srpna se rozšířilo další video, kde muž pokoušející se o útěk ze země natočil sebe a další, jak se drží na vojenském letadle C-17. Objevila a rozšířila se fotografie amerického vojáka, který během evakuací svíral vlajku amerického velvyslanectví.
Dne 18. srpna bylo oznámeno, že afghánský tlumočník, který pracoval pro australskou armádu, byl Tálibánem střelen do nohy, když překročil kontrolní bod vedoucí na letiště. Ten stejný den bylo oznámeno, že první australský evakuační let opustil letiště s pouze 26 lidmi na palubě, přestože měl kapacitu přes 120 osob. První německý evakuační let předchozího dne také přepravil malý počet evakuovaných osob; vzlétl s pouhými 7 lidmi na palubě.
Dne 19. srpna britský ministr obrany Ben Wallace uvedl, že evakuační lety nemohou brát na palubu děti bez doprovodu. Oznámení přišlo poté, co řada videí zveřejněných na sociálních sítích ukázala zoufalé rodiny pokoušející se přesvědčit vojáky NATO, aby jejich děti odvezli do bezpečí. Téhož dne The Guardian oznámil, že britská vláda informovala 125 afghánských strážců, kteří střežili britské velvyslanectví v Kábulu, že jim ve Velké Británii nebude nabídnut azyl. Toho večera finská vláda oznámila, že se chystá vyslat na letiště vojáky, aby pomohli s evakuacemi. V Kábulu stále bylo asi 60 finských občanů. Francouzské noviny Libération získaly utajovanou zprávu OSN, ve které bylo napsáno, že Tálibán má prioritní seznamy zatčených osob a zaměřuje se také na rodiny lidí, kteří pracovali s vládou a NATO.
Dne 21. srpna The Indian Express oznámil, že Tálibán odepřel 72 afghánským sikhům a hinduistům vstup na evakuační let indického letectva. Ráno téhož dne Kim Sengupta z listu The Independent oznámil, že nejméně čtyři ženy byly na úzké silnici vedoucí k letišti ušlapány. Odpoledne americká vláda poradila americkým občanům, aby kvůli potenciálním bezpečnostním rizikům necestovali na letiště.
Dne 22. srpna Australian Broadcasting Corporation odhalila, že australská vláda zamítla víza více než 100 Afgháncům, kteří pracovali jako ostraha australského velvyslanectví. Na jednom z letů na německou leteckou základnu Ramstein porodila žena dítě. Toho večera nařídil Lloyd Austin, americký ministr obrany, aktivaci americké civilní rezervní letecké flotily na pomoc při evakuacích. Flotila byla aktivována teprve potřetí v historii. Do konce dne bylo z Kábulu oficiálně evakuováno nejméně 28 000 lidí a 13 zemí souhlasilo s dočasným přijetím amerických uprchlíků. Desítky tisíc dalších cizích státních příslušníků a rizikových Afghánců ale zůstalo v Kábulu.

### 23. srpna – 25. srpna
Dne 23. srpna britská vláda uvedla, že nebude pokračovat v evakuaci poté, co se americké síly stáhnou z letiště, nicméně vláda na mimořádném zasedání G7 požádá Američany, aby se na konci měsíce nestáhli. Tálibán naznačil, že by nebyli ochotni prodloužit termín 31. srpna pro americké stažení. Kolem 7:00 ráno místního času byl při přestřelce mezi afghánskými, americkými a německými jednotkami a neznámými útočníky zabit jeden afghánský strážný a tři lidé byli zraněni. Irsko schválilo vyslání malého týmu z Army Ranger Wing a irských diplomatů na mezinárodní letiště Hámida Karzaje za účelem evakuace irských občanů. Kanadská vláda oficiálně potvrdila, že kanadské speciální jednotky zahájily operace mimo letiště, aby pomohly s evakuací lidí. Prezident Biden řekl, že Tálibán zatím své sliby plní a nepodnikl žádné kroky proti americkým silám ovládajícím letiště v Kábulu.
Dne 23. srpna uspořádal ředitel CIA William J. Burns v Kábulu tajnou schůzku s vůdcem Tálibánu Abdulem Gháním Baradarem, který se vrátil do Afghánistánu z katarského exilu, aby projednal termín 31. srpna pro stažení armády USA z Afghánistánu.
Dne 24. srpna Jevgenij Jenin, ukrajinský náměstek ministra zahraničních věcí, uvedl, že byl unesen evakuační let a letecky převezen do Íránu. Íránská i ukrajinská vláda však popřely, že by k takové události došlo.

### Sebevražedný výbuch
Dne 26. srpna došlo mimo letiště v Kábulu k výbuchu, který si vyžádal řadu obětí. Dříve ten den zpravodajská média naznačovala, že na letišti pravděpodobně během několika hodin proběhne „velmi smrtící teroristický útok“. K útoku se přihlásila afghánská pobočka Islámského státu (ISIS-K).

### Útoky dronů
Útok amerického bezpilotního letadla zaměřený na údajné členy Islámského státu podezřelé z plánování sebevražedných bombových útoků na letišti v Kábulu zabil rodinu 10 civilistů v sousedním autě, včetně 7 dětí a zaměstnance americké organizace.

### 30. srpna
Krátce před půlnocí na palubu posledního C-17 opouštějícího Kábul nastoupili jako jeho poslední cestující generálmajor Chris Donahue, velitel 82. výsadkové divize, a Ross Wilson, americký chargé d'affaires.

## Dopad na civilisty

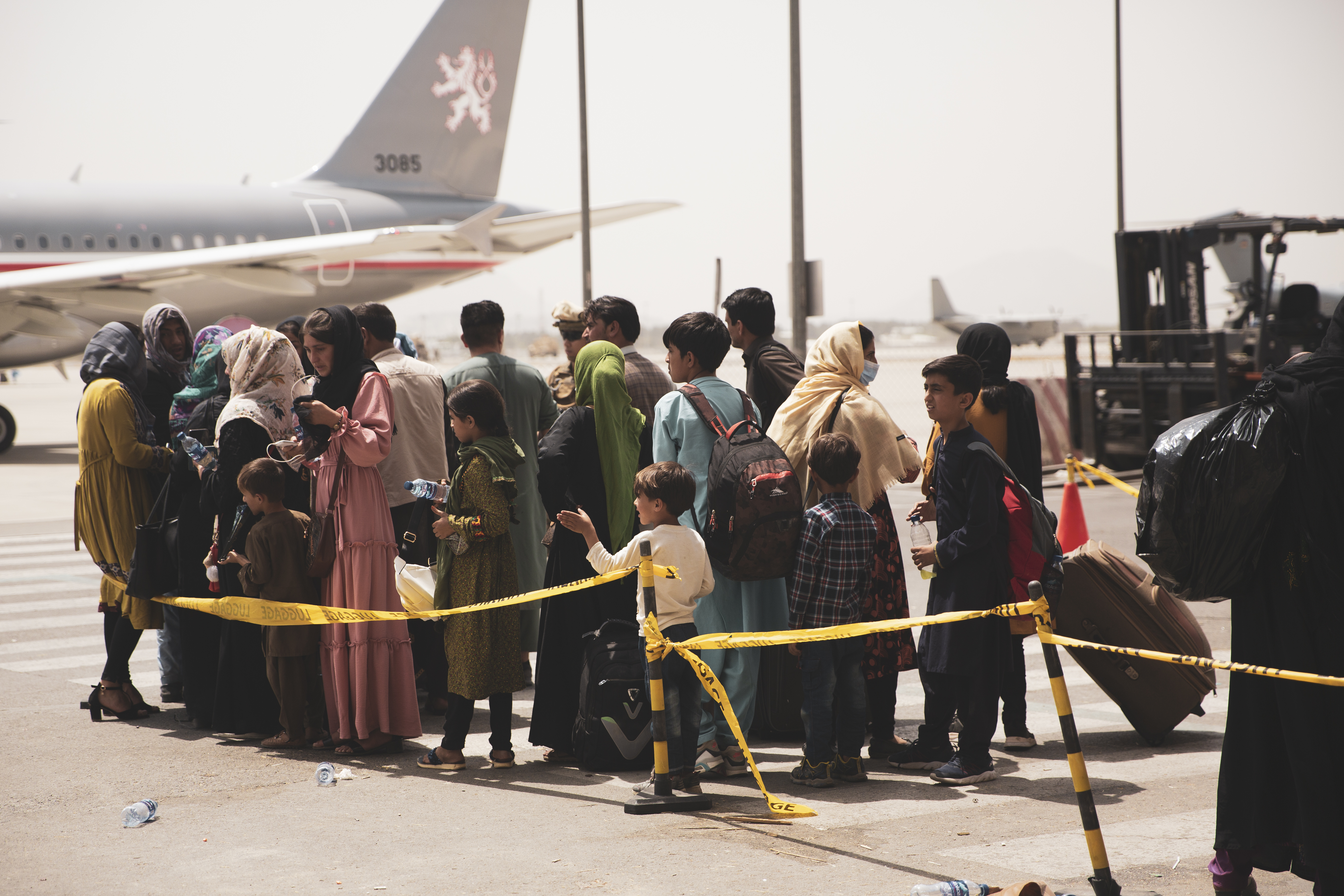
Civilisté připravující se na letecký transport z letiště v Kábulu, 18. srpna 2021. V pozadí Airbus A319-115X(CJ) (evidenční číslo 3085) VzS AČR.

Někteří místní obyvatelé, zejména ženy, se obávali obnovení vlády Tálibánu a někteří uváděli, že se cítí zrazeni a opuštěni afghánskou vládou a NATO. Ulice Kábulu byly zablokované lidmi, kteří spěchali k letišti, někteří opouštěli svá auta, aby se tam dostali pěšky. Mimo letiště a zahraniční velvyslanectví byly hlášeny dlouhé fronty, ve kterých lidé čekali v horku v naději, že jim budou poskytnuta víza nebo odlet ze země. Lidé, kteří pracovali s vládami a mezinárodními organizacemi, nahlašovali zničení svých občanských průkazů, aby se na ně nezaměřil Tálibán. Mnoho z těch, co uprchlo na letiště, si s sebou nevzalo žádný majetek. Menšina obyvatel postup Tálibánu oslavovala. Den před pádem Kábulu řekl Timor Sharan rádiu Svobodná Evropa, že „dnes jsem při nakupování ve městě cítil, že lidi propadli pocitu beznaděje; uvízli v nejisté budoucnosti, ve které už nikdy nebudou schopni snít, aspirovat, myslet a věřit“. Zarifa Ghafari, bývalá starostka Majdán Šahru, která pracovala s ministerstvem obrany v Kábulu, řekla médiím, že „není nikdo, kdo by pomohl mně nebo mé rodině. A oni si pro lidi jako já přijdou a zabijí mě. Nemohu opustit rodinu. A vůbec, kam bych šla?“
Bylo oznámeno, že prodeje burek (v Afghánistánu známých jako chadaree) ve dnech před příchodem Tálibánu vyskočily v obavě, že Tálibán pro ženy znovu uloží povinnost nošení burky a zaměří se na ty, které odmítnou, přičemž cena jedné burky se zvýšila z 200 AFN na asi 3 000 AFN (přibližně z 51 na 758 CZK). Jedna žena z Kábulu řekla deníku The Guardian, že než se k nim dostal Tálibán, byly z univerzitních kolejí evakuovány studentky, a že vysokoškolsky vzdělané ženy po celém městě začaly schovávat své diplomy. Khalida Popal, bývalá kapitánka afghánské fotbalové reprezentace žen, poradila hráčkám, aby spálily své dresy, aby se vyhnuly odvetě. Obchody ve městě začaly přemalovávat a odstraňovat reklamy s ženami.
Lidé zaznamenali obrovský nárůst cen jídla. Značný počet prodejců v Kábulu se pokoušel prodat své zásoby v naději, že získá dostatek peněz na útěk ze země. Byly také vzneseny obavy ohledně tisíců uprchlíků, kteří uprchli před postupem Tálibánu z jiné části země a nyní se ocitli v Kábulu.
Dne 16. srpna byla většina městských ulic opuštěná, s výjimkou těch, které vedly na letiště, přičemž podniky byly zavřené a bezpečnostní kontrolní body afghánské armády bez posádky. Bojovníci Tálibánu byli spatřeni, jak chodí ode dveřím ke dveřím hledající afghánské vládní pracovníky a aktivisty za lidská práva. Ve dnech po pádu Tálibán znovu uvalil na ženy zákaz opouštět své domovy bez mužského doprovodu a ve městě se zavřelo několik podniků, které provozovaly ženy. Místní televizní stanice začaly cenzurovat zahraniční a zábavní vysílání, státní televizní stanice přestali vysílat téměř všechno, kromě prohlášeních Tálibánu a islámských kázáních. Tálibán také začal odvolávat novinářky z jejich pozic.

## Reakce

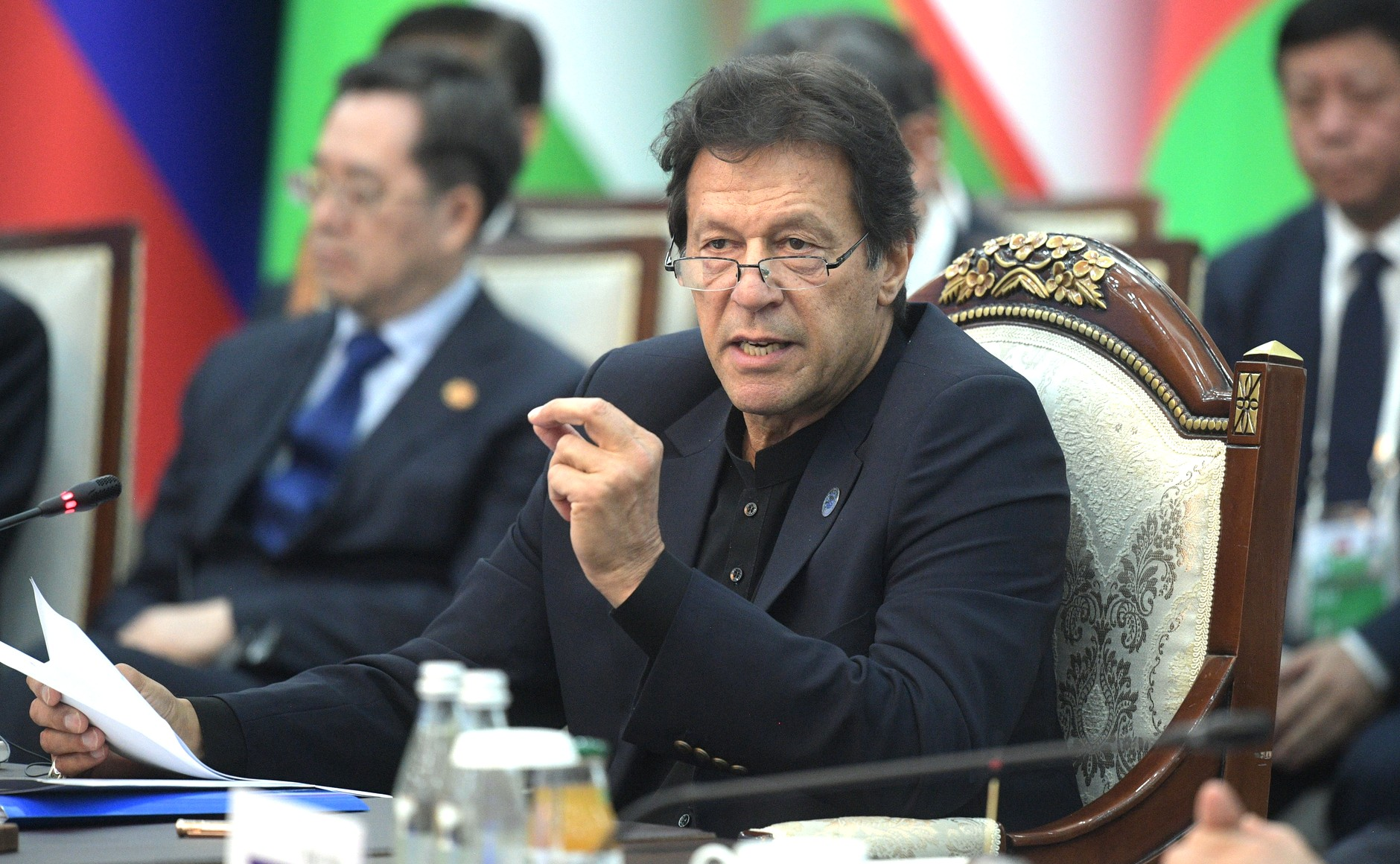
Pákistánský premiér Imran Chán řekl při popisu dobytí Kábulu Tálibánem, že Afghánci „rozbili pouta otroctví“.

Bývalý afghánský prezident Hámid Karzaj veřejně tlačil na mírové převzetí moci a slíbil, že v Kábulu zůstane se svými dcerami.
Spojené státy, Německo, Saúdská Arábie, Spojené arabské emiráty, Kanada, Indie a Švédsko evakuovaly svá velvyslanectví. Čína, Írán, Pákistán, Rusko a Turecko neplánují svá velvyslanectví zavřít. Několik států, včetně Švédska, Německa a Finska, oznámilo, že pozastaví rozvojovou pomoc Afghánistánu. Jiné země, včetně země bez diplomatického zastoupení v Afghánistánu, buď zahájily, nebo urychlily úsilí o pomoc svým občanům při opuštění země.
Podle syrského zpravodajského serveru North Press morálka džihádistických a extremistických skupin v regionech, jako je Sýrie a Irák, včetně Tahrír al-Šámu, po pádu Kábulu dramaticky stoupla. Colin Clarke, ředitel výzkumu v Soufan Center, uvedl, že „očekával silnou vlnu propagandy [od džihádistických skupin], zvláště s blížícím se 20. výročím útoků z 11. září“. Uchopení moci Tálibánem aplaudovaly také krajně pravicové skupiny v Severní Americe a Evropě.
Michail Gorbačov, vůdce Sovětského svazu, který dohlížel na stažení Sovětského svazu z Afghánistánu v roce 1988, řekl, že „NATO a Spojené státy měly přiznat neúspěch dříve“ a že mise NATO v Afghánistánu byla „od začátku neúspěšná“. Výherkyně Nobelovy cenu míru Malála Júsufzajová, která přežila pokus o atentát Tálibánem v Pákistánu v roce 2012, uvedla, že je v „úplném šoku“ a „velmi se bojí o ženy, menšiny a zastánce lidských práv“. Afghánský autor Khaled Hosseini se také podělil o své obavy z budoucnosti práv žen v Afghánistánu a vyjádřil naději, že se Tálibán nevrátí k „násilí a krutosti“ devadesátých let. Human Rights Watch uvedla, že „stát po boku afghánských žen v jejich boji a najít nástroje k nátlaku na Tálibán a politickou vůli k tomu je to nejmenší – to nejmenší –, co může mezinárodní společenství udělat“. Amnesty International uvedla, že situace je „tragédií, kterou bylo třeba předvídat a odvrátit“, a vyzvala vlády, aby „přijaly veškerá nezbytná opatření k zajištění bezpečného odchodu z Afghánistánu pro všechny, kterým hrozí, že budou terčem Tálibánu“.

## Analýza

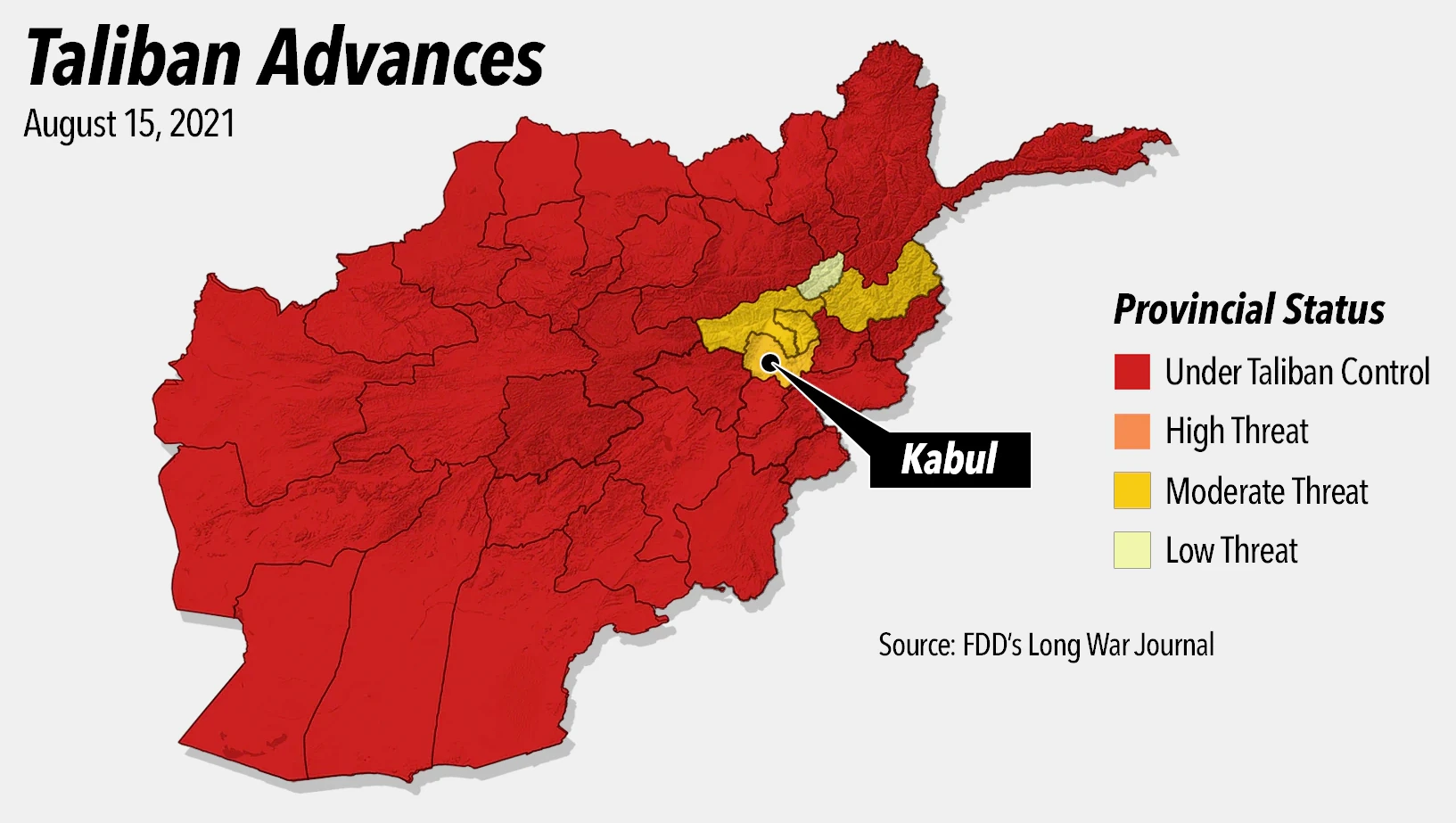
Tálibán před pádem Kábulu ovládal celý Afghánistán

Několik komentátorů a osobností popsalo pád Kábulu a Islámské republiky jako významnou katastrofu a selhání NATO. Německý politik Armin Laschet, ministerský předseda Severního Porýní-Vestfálska a nástupce Angely Merkelové v roli vůdce CDU/CSU, řekl, že to byl „největší debakl, který NATO od svého vzniku utrpělo, a je to změna epochy, které nás čeká“. Předseda britského parlamentního výboru pro zahraniční věci Tom Tugendhat uvedl, že kolaps byl „největší britskou zahraničněpolitickou katastrofou od Suezu“. Novinář Nick Turse řekl, že „bez skutečného přehodnocení USA riskují, že upadnou do zažitých vzorců, které mohou jednoho dne způsobit, že se vojenské debakly v jihovýchodní a jihozápadní Asii budou zdát velmi nepodstatné“.
Někteří naopak odmítají tvrzení, že byla mise neúspěšná. Britský premiér Boris Johnson ve svém projevu ve sněmovně 18. srpna řekl, že se Spojené království připojilo k „misi, jejímž cílem bylo vyhlazení al-Káidy v Afghánistánu a udělali jsme vše, co je v našich silách, abychom tuto zemi stabilizovali, a to navzdory všem obtížím a výzvám a v této hlavní misi jsme uspěli“. Dále uvedl, že „co není pravda, je říci, že britská vláda byla nepřipravená nebo vývoj nepředvídala“.
45. prezident USA Donald J. Trump označil stažení vojsk za největší „ponížení“ v historii své země. Uvedl, že by nejprve ze země odvezl americké civilisty a diplomaty, poté jejich afghánské spolupracovníky, veškeré pokročilé vybavení afghánské národní armády darované americkou armádou a jako poslední by pod jeho velením odjela armáda, to vše za podmínky, že by Tálibán dodržel dohodu z Dauhá. Bývalý prezident je také proti intervenční politice své země. Zásah na Blízkém východě popisuje jako hrozné rozhodnutí a uvádí, že za posledních dvacet let se situace nezlepšila.

### Příčiny

#### Kolaps afghánské vlády a bezpečnostních sil
Americké zpravodajské služby původně dospěly k závěru, že Kábul padne do několika měsíců nebo týdnů po stažení amerických sil z Afghánistánu, i když se bezpečnostní situace rychle zhoršovala, což vedlo prezidenta Joe Bidena k tomu, aby 16. srpna připustil, že „se to odehrálo rychleji, než jsme očekávali“.
Několik afghánských představitelů za kolaps obvinilo Ghaního vládu. Premiér Abdulláh Abdulláh odsoudil fakt, že Ghaní opustil zemi a uvedl, že „bývalý prezident Afghánistánu v této těžké situaci opustil Afghánistán, opustil zemi. Bůh by ho měl dohnat k odpovědnosti.“ Generál Bismillah Khan Mohammadi tweetoval, že „nám za zády svázali ruce a prodali naší zemi. Proklínám Ghaního a jeho gang.“ Generální tajemník NATO Jens Stoltenberg uvedl, že „se nakonec afghánské politické vedení Tálibánu nedokázalo postavit... Toto selhání afghánského vedení vedlo k tragédii, které jsme dnes svědky.“
Středem pozornosti byl také hrozící kolaps afghánských národních bezpečnostních sil (ANSF) a jejich neschopnost odolat ofenzivě Tálibánu. Argumentovalo se tím, že navzdory tomu, že USA od roku 2001 investovaly přes 85 miliard dolarů na výcvik a vybavení afghánských bezpečnostních sil, afghánské síly se ukázaly být žalostně nešikovné, nedostatečné a špatně vycvičené, aby dokázaly čelit blížícímu se povstání.

#### Stažení NATO
Zpráva amerického generálního inspektora pro obnovu Afghánistánu zveřejněná 17. srpna uvedla, že USA „bojovaly s vyvinutím a implementováním soudržné strategie“ války, a že „pokud bylo cílem obnovit a opustit zemi, která by se dokázala udržet a představovala by malou hrozbu pro zájmy národní bezpečnosti USA, celkový obraz je bezútěšný“. Zpráva také uvedla, že USA upřednostňují vnitřní politické zájmy před afghánskými, že prokázaly neznalost místního kontextu a promrhaly miliardy dolarů na neudržitelné a byrokratické projekty.
David E. Sanger, korespondent listu The New York Times, analyzoval rozhodnutí Joe Bidena opustit Afghánistán a následný způsob pádu Kábulu, jako důsledek čtyř základních předpokladů nebo mylných odhadů:
1. Předpokládalo se, že USA mají dost času před kolapsem afghánské vlády na to, aby se stáhly.
2. Předpokládalo se, že afghánské síly mají „stejnou chuť“ vyhrát jako Tálibán.
3. Předpokládalo se, že existuje „dobře naplánovaný systém evakuace velvyslanectví“ a Afghánců a jejich rodin, kteří pomohli USA.
4. Předpokládalo se, že pokud se Tálibán dostane do Kábulu, že v jeho ulicích bude probíhat „krvavá občanská válka“, a že se bude bojovat o každou ulici.[174]

### Porovnání
Události byly mnoha komentátory a veřejností porovnávány s pádem Saigonu na konci války ve Vietnamu v dubnu 1975. Měsíc před příchodem Tálibánu do Kábulu americký prezident Joe Biden srovnání odmítl s tím, že „Tálibán není severovietnamská armáda... Za žádných okolností neuvidíte vrtulníky, které budou odvážet lidi ze střechy velvyslanectví USA v Afghánistánu. Není to vůbec srovnatelné.“

## Následky
Dne 17. srpna uspořádal Tálibán první oficiální tiskovou konferenci v Kábulu, přičemž mluvčí Zabihullah Mujahid uvedl, že si Tálibán přeje „ujistit mezinárodní společenství, včetně USA, že v Afghánistánu nebude nikdo raněn“ a že „po konzultacích, které budou velmi brzy dokončeny, budeme svědky formování silné islámské a inkluzivní vlády.“ Dne 21. srpna přijel spoluzakladatel a politický vůdce Tálibánu Abdul Ghání Baradar poprvé po více než deseti letech do Kábulu. Večer 18. srpna oznámilo ministerstvo zahraničních věcí Spojených arabských emirátů, že Ghaního přivítalo do SAE z humanitárních důvodů. Dne 19. srpna Ghaní zveřejnil video popírající zprávy, že si sebou při útěku vzal velkou částku peněz a že vyjednával návrat do Afghánistánu. Ostatní vládní, vojenští nebo protitálibánští představitelé také uprchli do Indie, Pákistánu, Tádžikistánu nebo Uzbekistánu.